# Référendum constitutionnel chilien de 1989
Le référendum constitutionnel chilien de 1989 ou plébiscite national de 1989 (en espagnol : Plebiscito nacional de 1989) a lieu le 30 juillet 1989 afin de proposer à la population du Chili de se prononcer sur une vaste révision de la constitution de 1980.
Proposée par le gouvernement d'Augusto Pinochet en réaction à l'échec du référendum sur sa reconduction, la révision est soutenue par la quasi totalité des partis politiques chiliens, et approuvée par plus de 91 % des suffrages.

## Objet

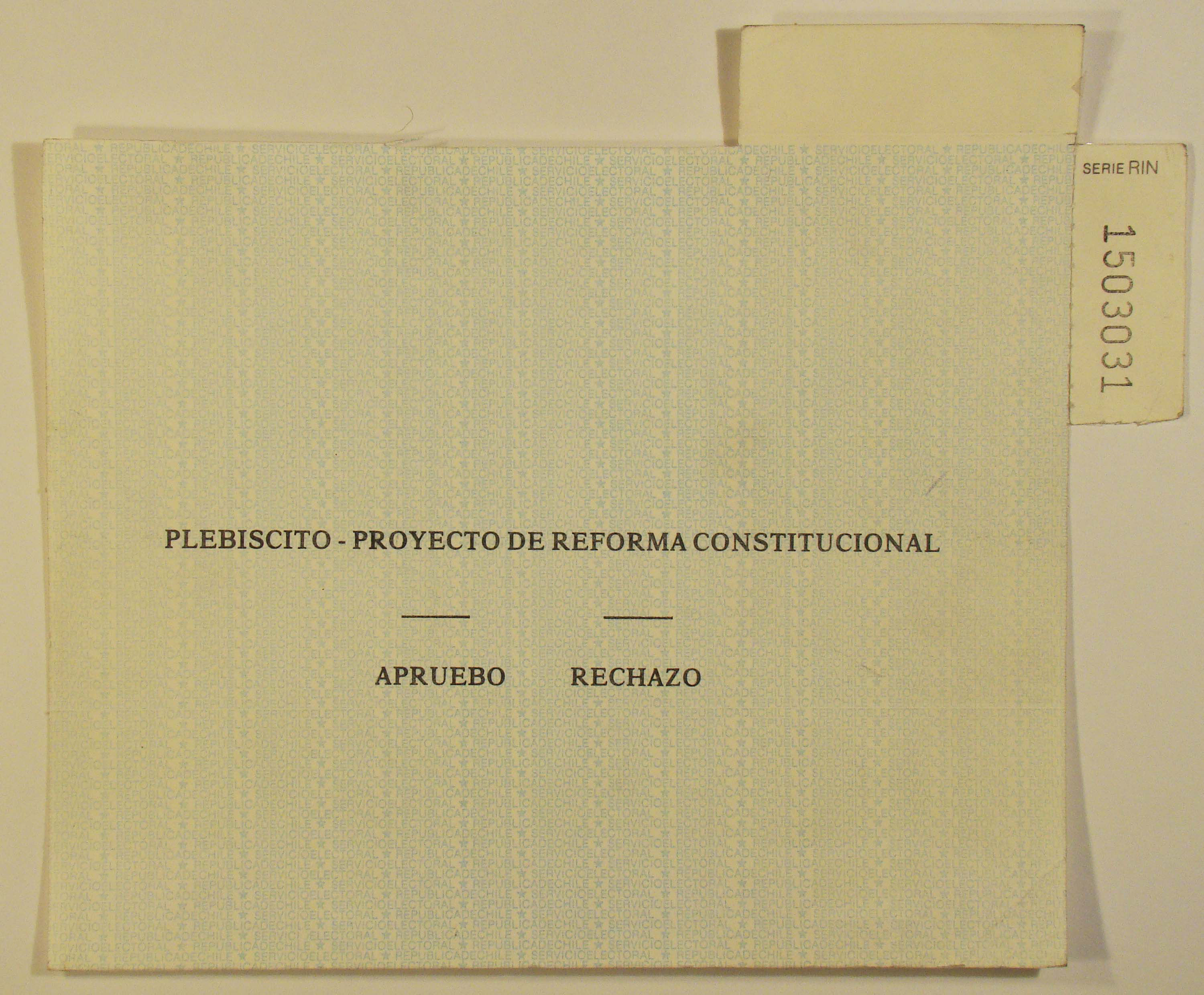
Bulletin de vote utilisé

Le référendum porte sur une révision de 54 articles de la constitution, dont notamment la réduction de huit à quatre ans de la durée du mandat présidentiel, la levée de l'interdiction des partis « totalitaires » — qui permettait l'interdiction des partis communistes —, l'augmentation de 26 à 38 du nombre de sénateurs, le retrait de la possibilité pour le président de la république de dissoudre le parlement et une réduction des pouvoirs du Conseil national de sécurité. Les conditions de révisions de la constitution sont elles-mêmes adoucies.

## Résultat
| Choix                  | Votes     | %     |
| ---------------------- | --------- | ----- |
| Pour                   | 6 069 449 | 91,26 |
| Contre                 | 581 605   | 8,74  |
|                        |           |       |
| Votes valides          | 6 651 054 | 93,91 |
| Votes blancs           | 106 747   | 1,51  |
| Votes invalides        | 324 283   | 4,58  |
| Total                  | 7 082 079 | 100   |
| Abstention             | 474 534   | 6,28  |
| Inscrits/Participation | 7 556 613 | 93,72 |

## Suites
La proposition de révision de la constitution est approuvée à une écrasante majorité. Le référendum est suivi en décembre par une élection présidentielle qui aboutit à la victoire dès le premier tour de Patricio Aylwin, membre du Parti démocrate-chrétien et candidat de la Concertation des partis pour la démocratie, tandis que les élections parlementaires organisées simultanément donnent une majorité aux partis de cette dernière.